# Sungailiat
Sungailiat (chinesisch: 烈港; Hakka: Lîet-Kóng; früher: Soengeiliat) ist ein Unterbezirk auf der Insel Bangka in der Provinz Bangka-Belitung in Indonesien. Es ist auch die Hauptstadt der Regierungsbezirks. 

## Lage
Sungailiat liegt im nördlichen Drittel der Ostküste der Insel Bangka etwa 30 Kilometer nördlich von Pangkal Pinang, mit dem es über eine asphaltierte Straße verbunden ist. 
Sungailiat ist die zweitgrößte Siedlung der Insel, direkt nach der Provinzhauptstadt Pangkal Pinang. Es ist die Hauptstadt der Regierungsbezirks, der in 13 Ortsteile (desa oder kelurahan) unterteilt ist.

## Wirtschaft

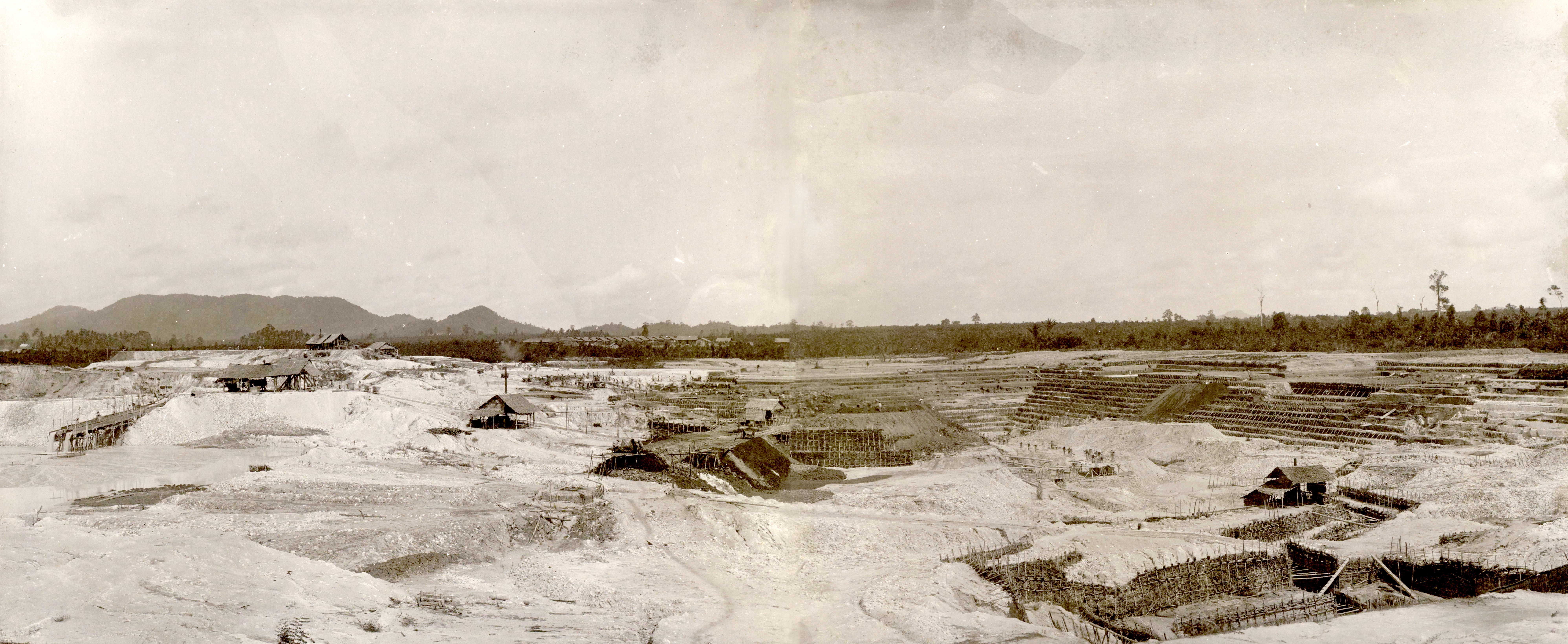
Zinngrube

Die Wirtschaft wird stark durch den Abbau und die Verarbeitung von Zinn beeinflusst, das im Sand der Gegend reichlich vorhanden ist. Die Einheimischen sind auch in der Fischerei und der Landwirtschaft tätig und bauen Gummibäume, Pfeffer und in geringerem Maße auch Palmöl an. Es gibt auch kleine Unternehmen, die die Rohprodukte aus den genannten Industrien zu Nahrungsmitteln verarbeiten.

## Tourismus
Der Tourismus ist ein wachsender Sektor, wobei mehrere buddhistische Tempel und Strände innerhalb der Stadtgrenzen vor allem Besucher aus dem Rest des Landes anziehen. 

## Demographische Daten
Die Mehrheit der Menschen in Muntok sind Hakka-Chinesen und Malaien. Die Mehrheit der Chinesen sind Buddhisten, Katholiken und Protestanten. Die Malaien sind Moslems.

## Historische Fotos

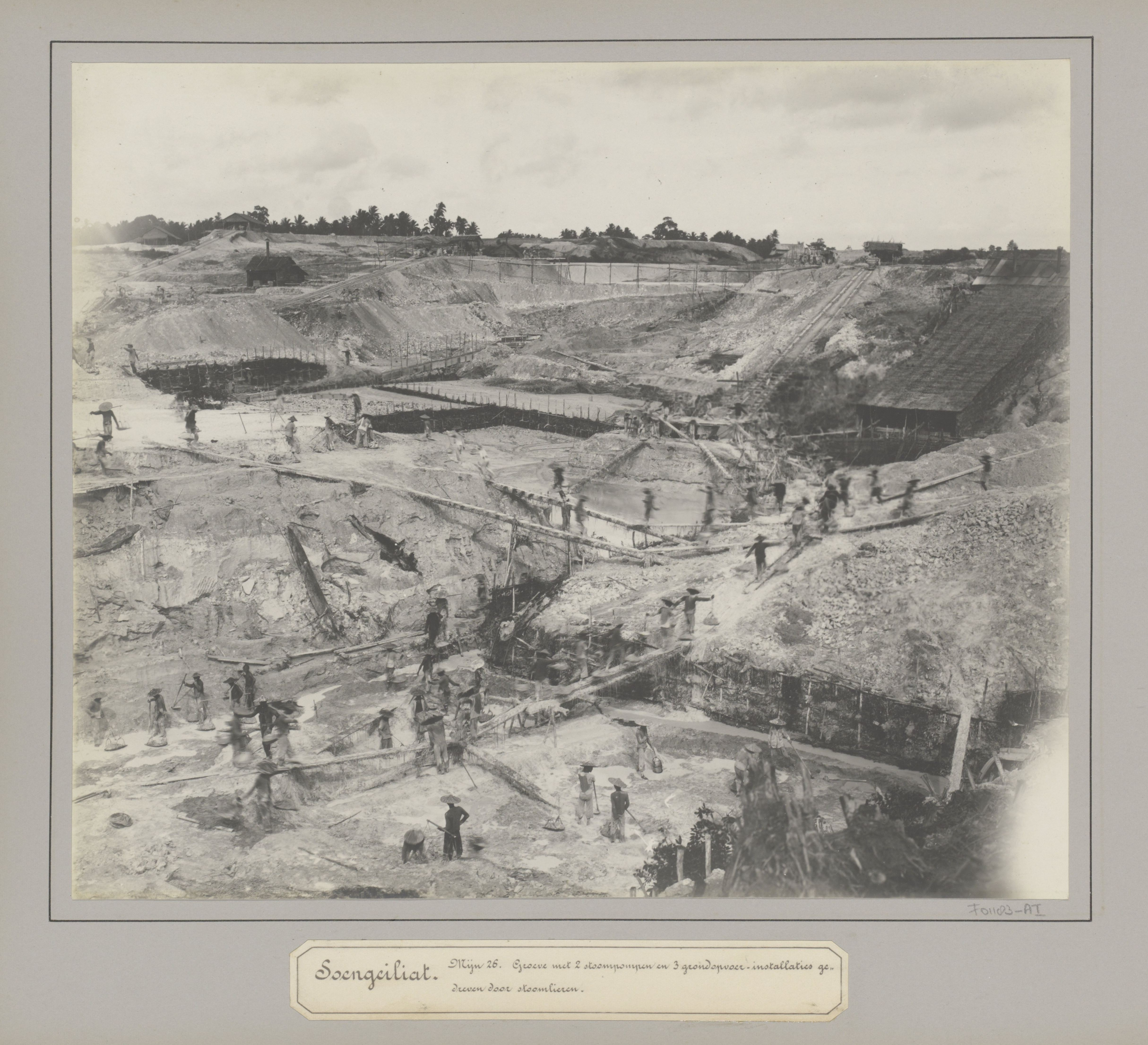
Zinngrube
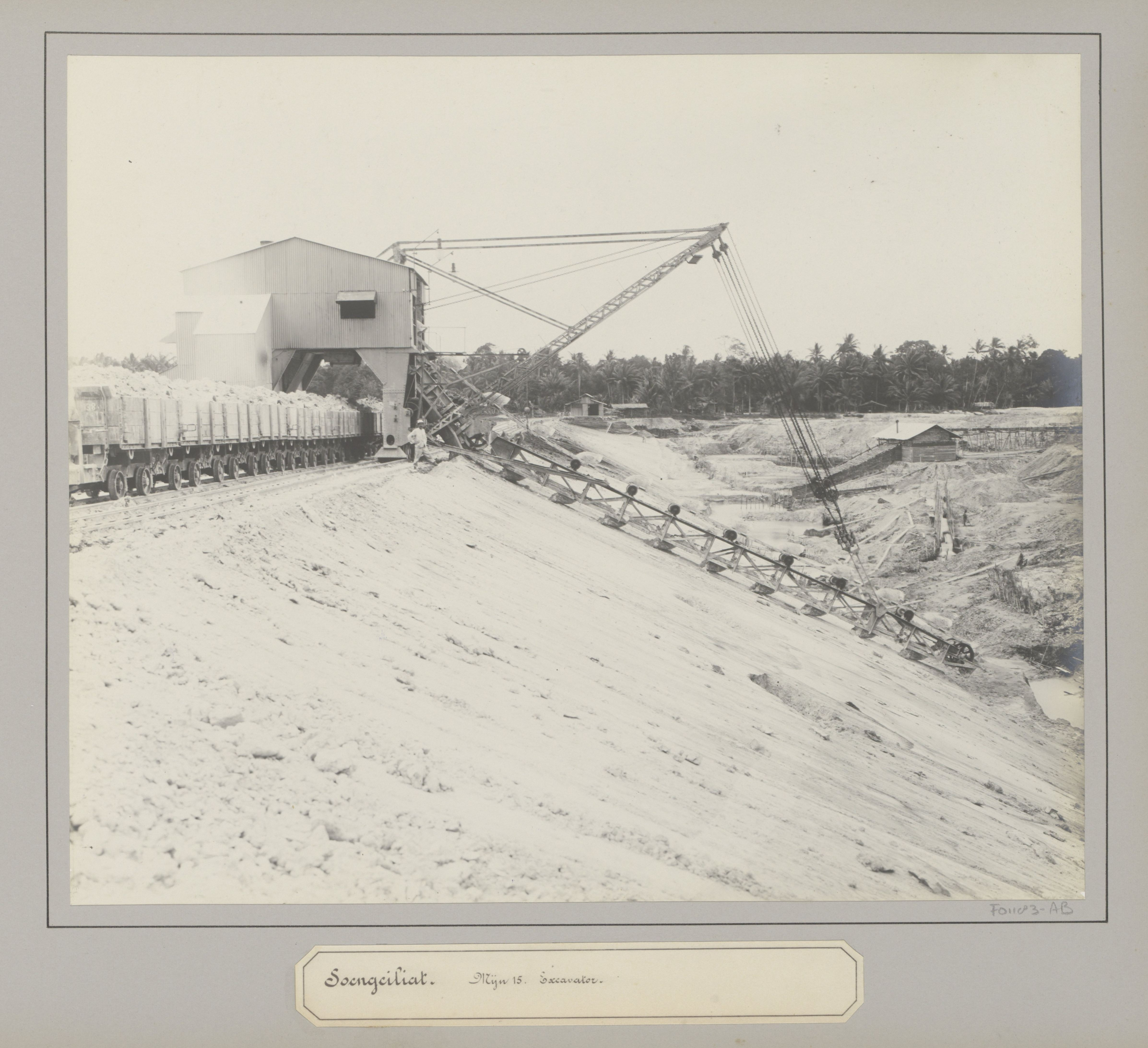
Eimerkettenbagger
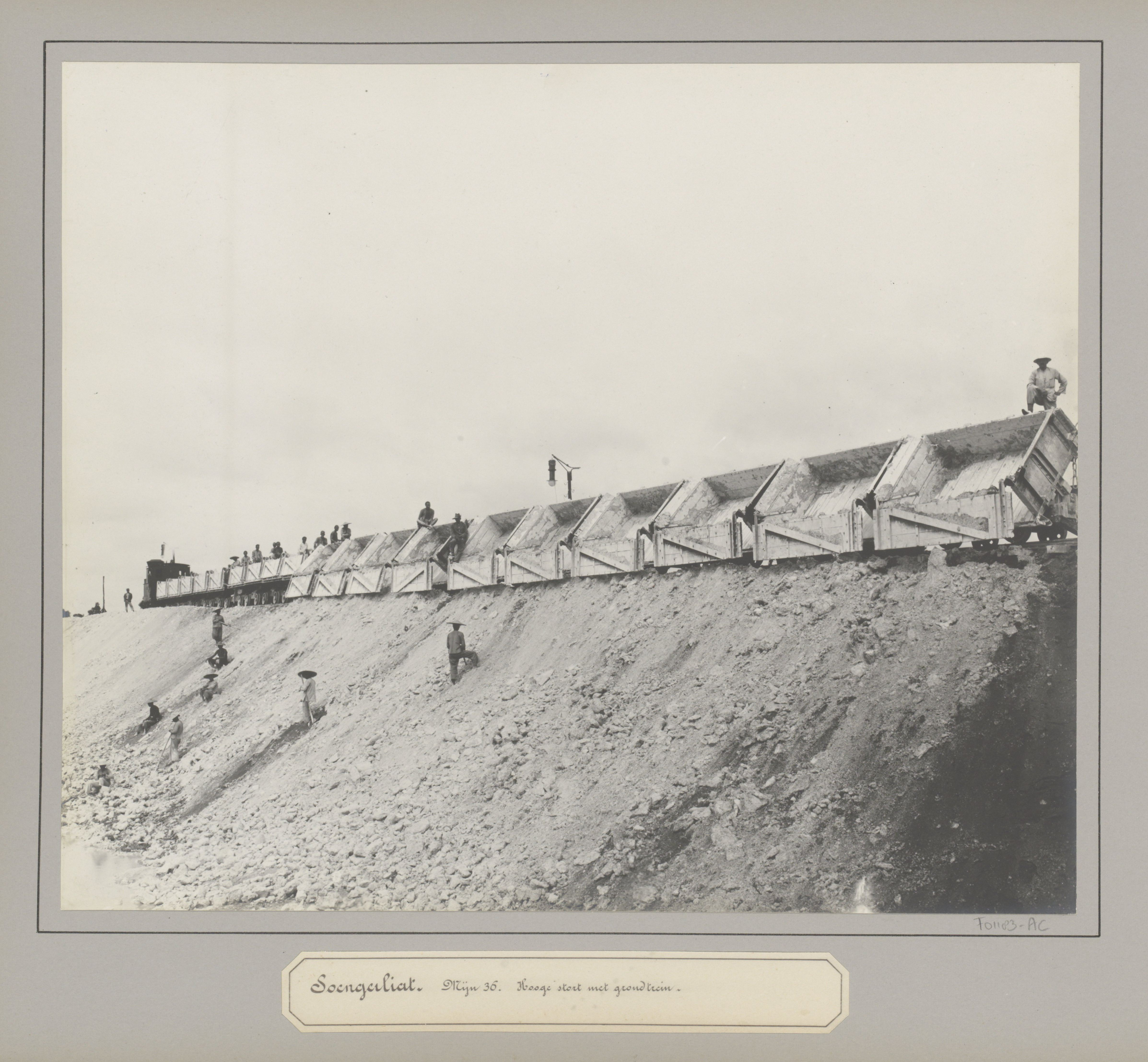
Feldbahn
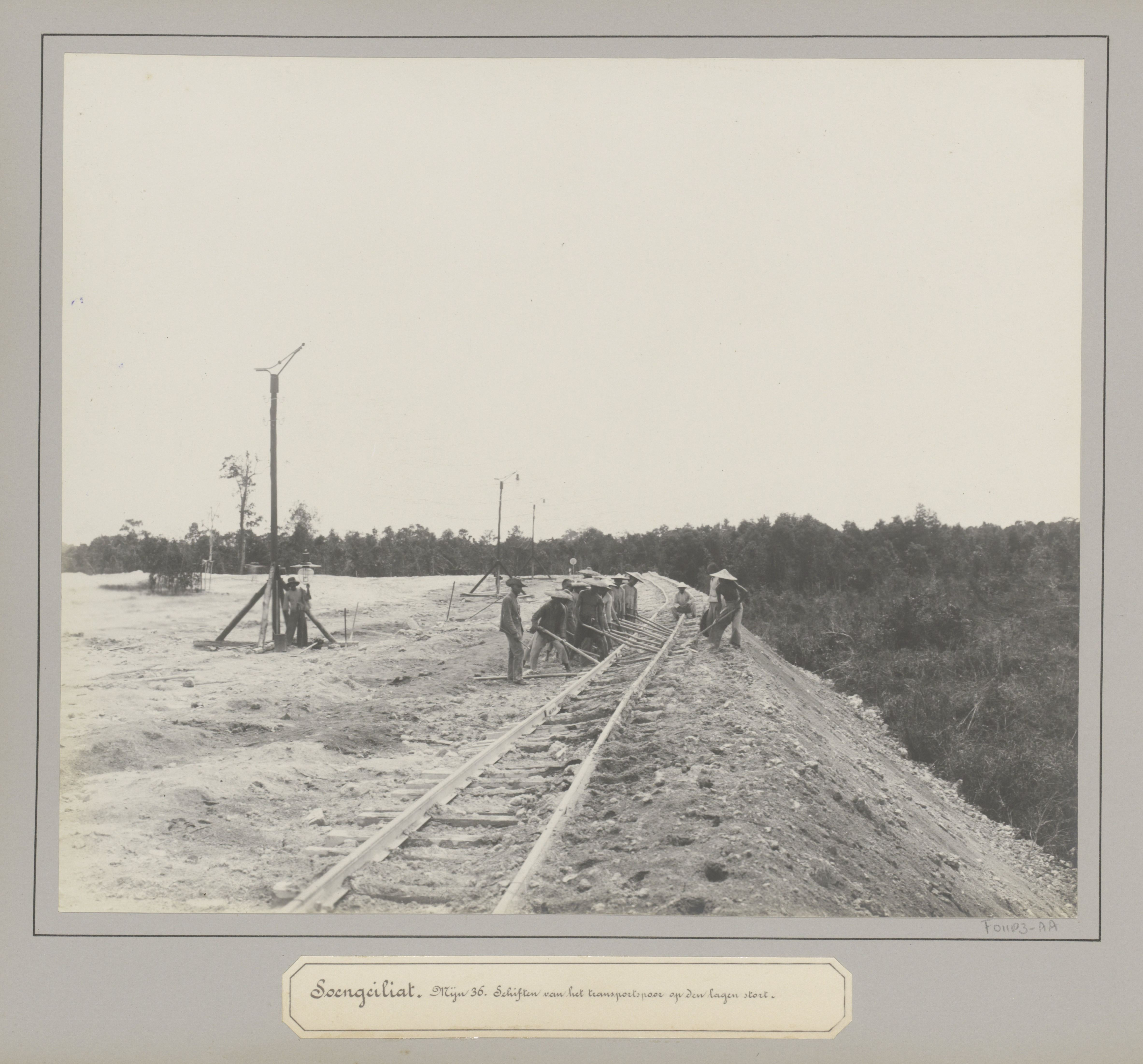
Feldbahngleise
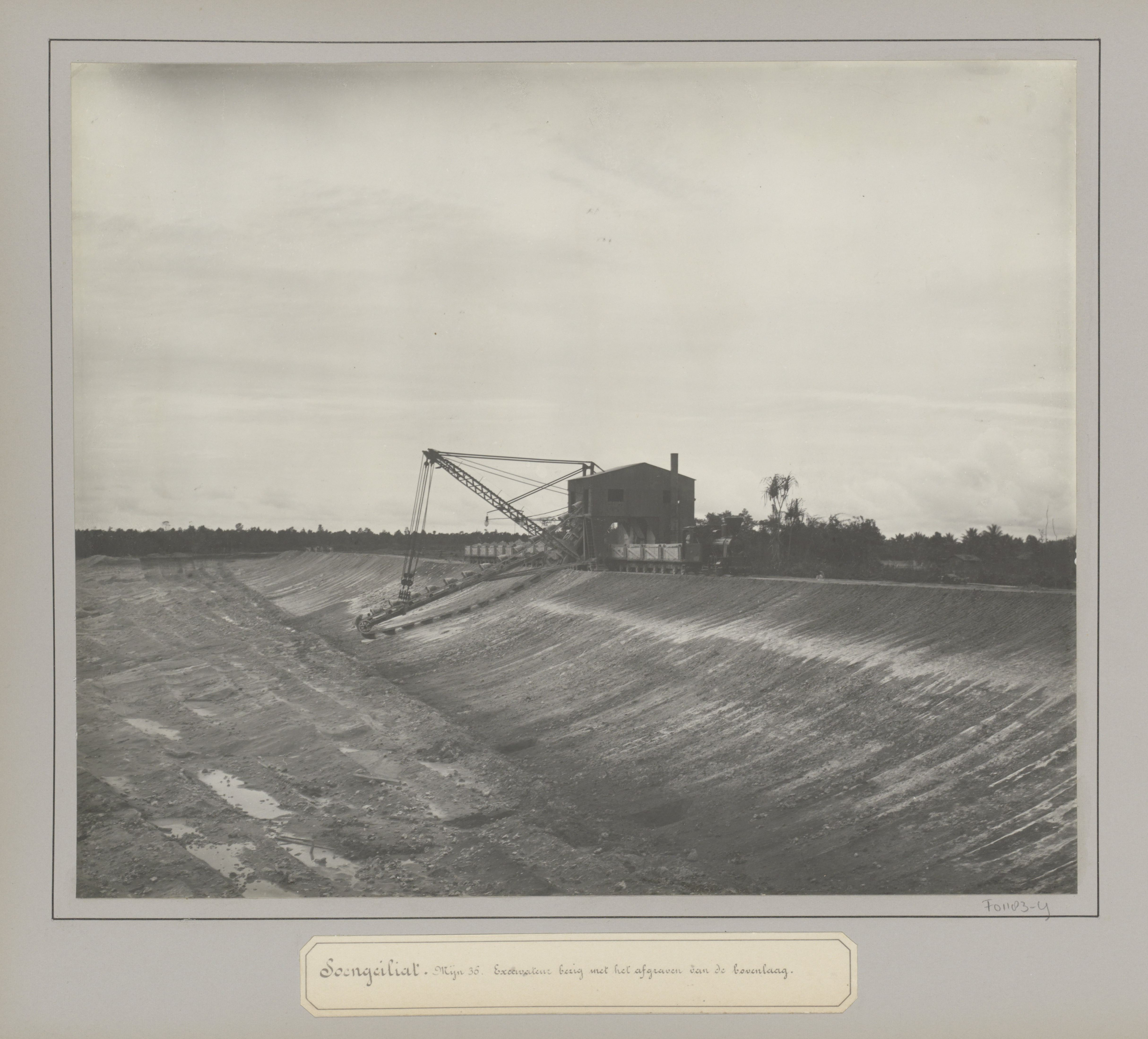
Eimerkettenbagger
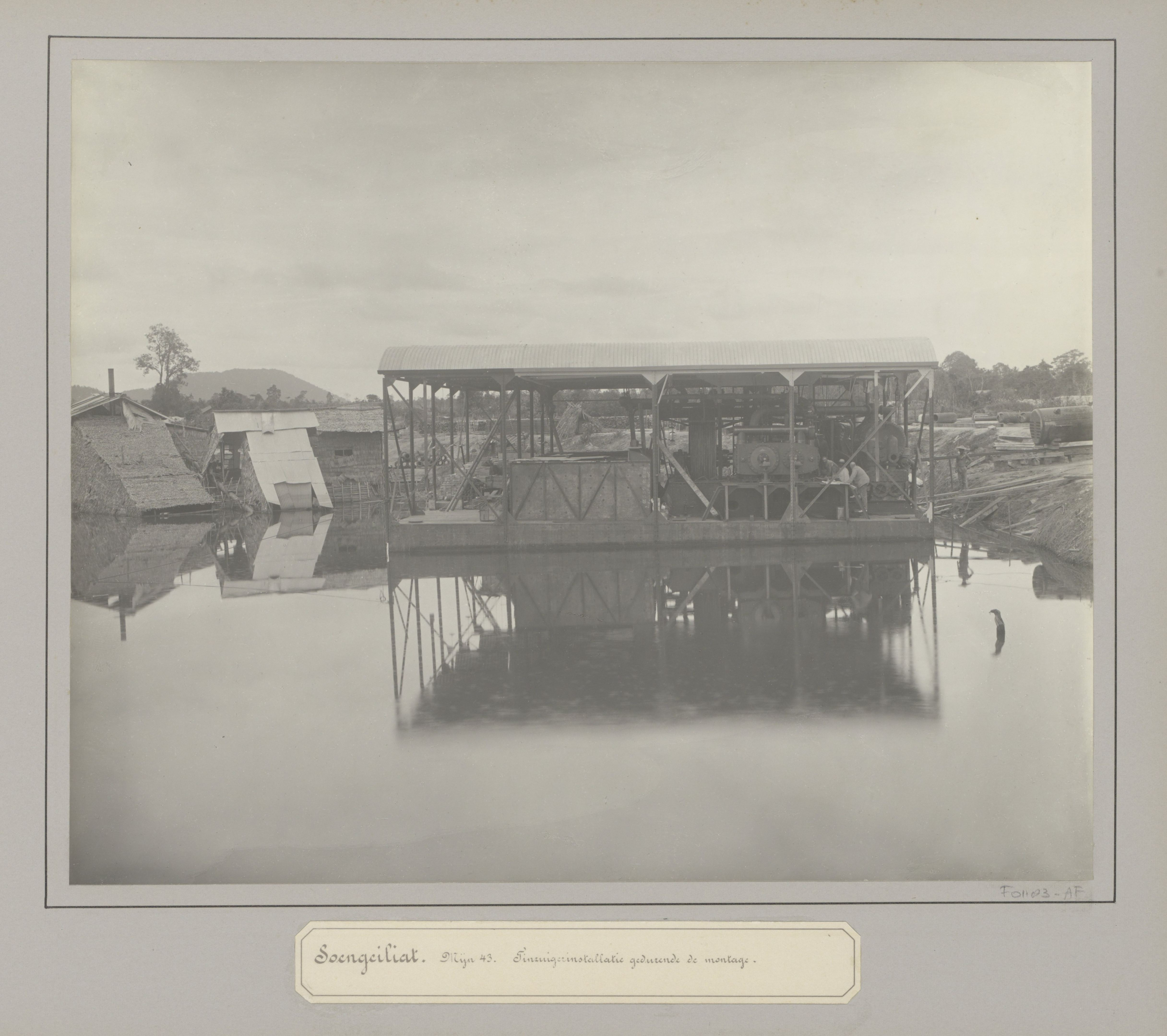
Saugbagger
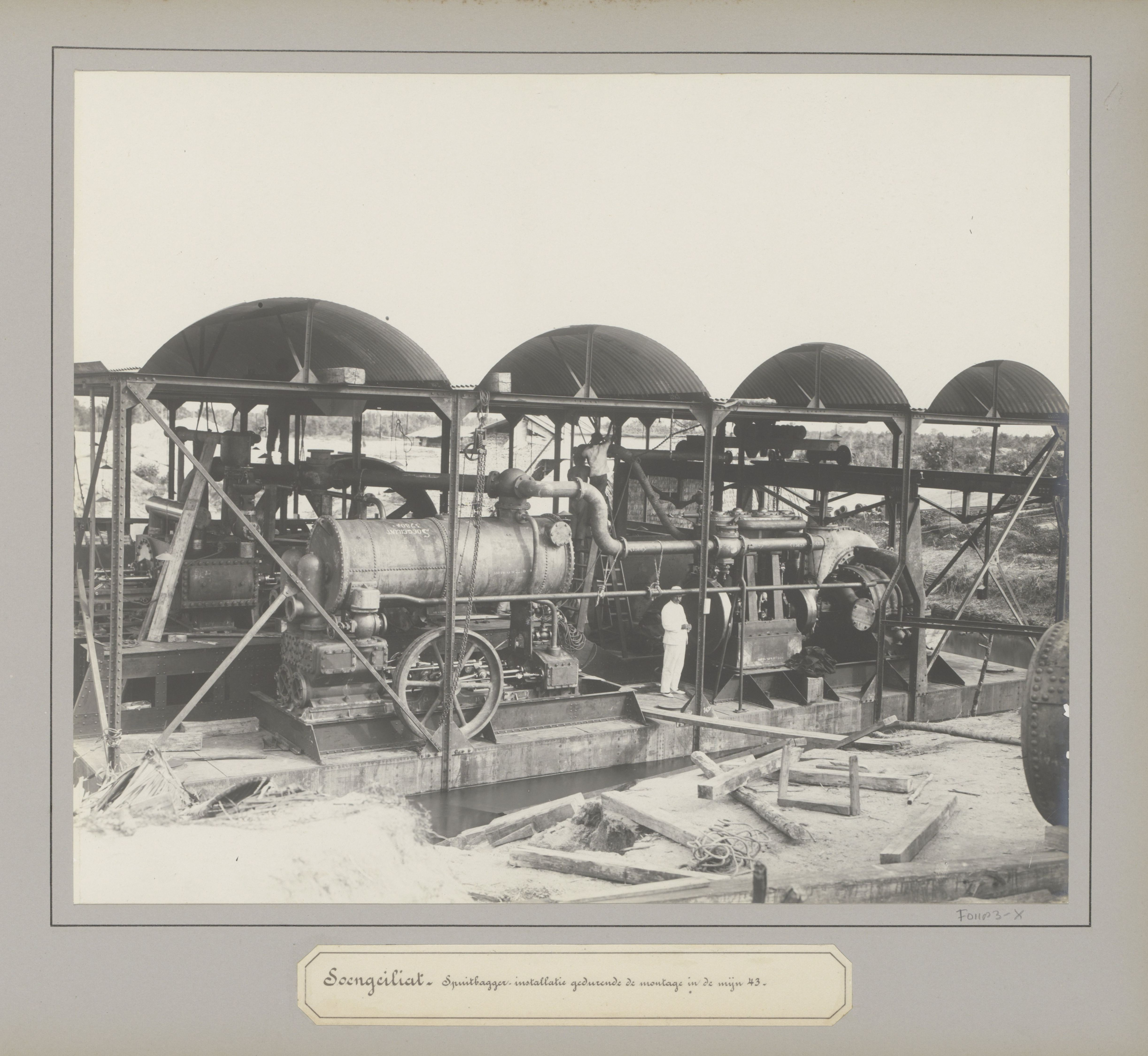
Pumpe des Saugbaggers
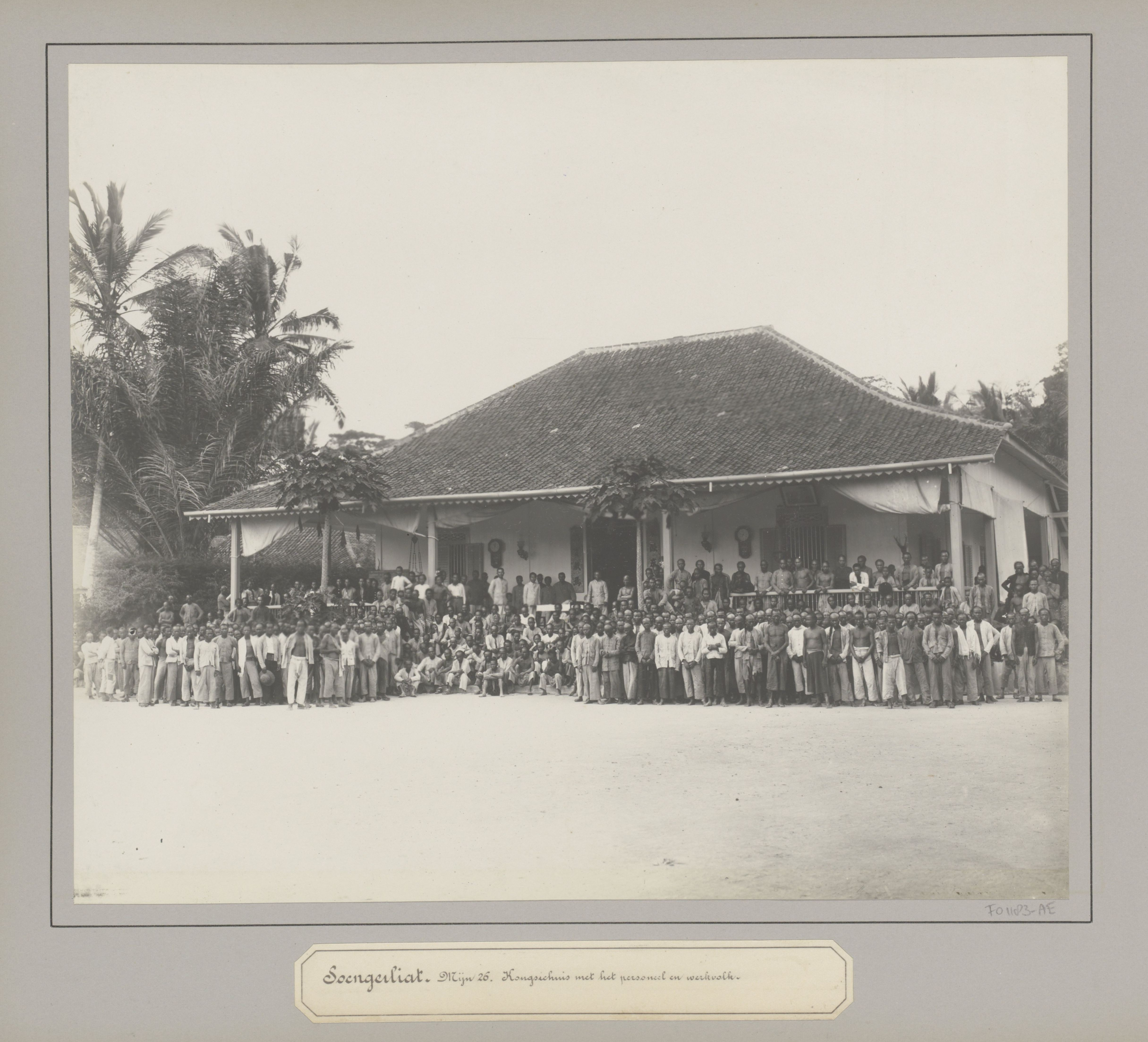
Versammlungsgebäude
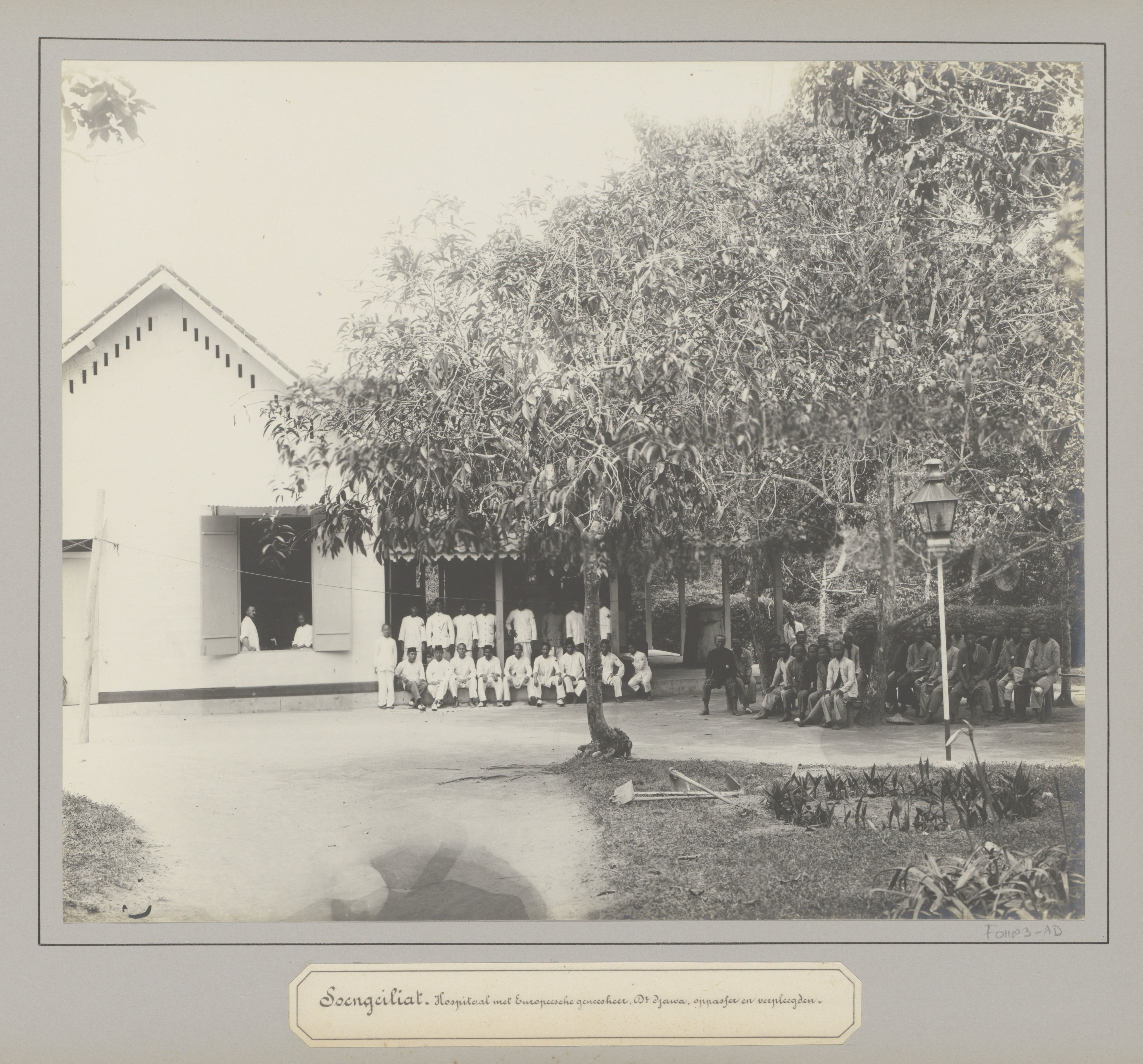
Krankenhaus